# Пол-Лу Сюлицер
Пол-Лу Сюлицер (на френски: Paul-Loup Sulitzer) е френски бизнесмен и писател, автор на бестселъри в жанра трилър.

## Биография и творчество
Пол-Лу Сюлицер е роден на 22 юли 1946 г. в Булон Биянкур, О дьо Сен, Франция. Баща му е бизнесмен и евреин, емигрант от Румъния. Той умира, когато Пол е на 10 г., което оставя отпечатък за целия му живот.
На 16 г. Пол се присъединява към транспортна фирма оперираща в Близкия изток. На 21 г. той е най-младият изпълнителен директор във Франция, което е отразено в Книгата на Гинес, и прави състояние от различни приспособления произведени в Далечния изток, вкл. популярните тогава дизайнерски ключодържатели. През 1968 г. се впуска в бизнеса с недвижими имоти. Бързо усвоява законите на финансите и става експерт и консултант, във Франция, САЩ и по различни места на света.
Кариерата му бележи повратна точка в началото на 80-те години, когато се насочва към писателската си кариера. Свързва се с журналиста и писател Лу Дюран, който му помага до смъртта си през 1995 г. Освен това ползва екип от сътрудници за събиране на информация и постигане на достоверност на сюжета и описанията в произведенията му. Използва и значителни средства за моркетинг и реклама.
През 1980 г. е издаден първият му трилър „Пари“ от поредицата „Франц Кимбали“. Той има голям успех и бързо е последван от „Cash!“ и „Fortune“. През 1991 г. романът „Пари“ е екранизиран в едноименния филм с участието на Ерик Столц, Мариам Дабо и Бруно Кремер.
Романите му от началото на новия век отразяват актуалните проблеми на времето и могат да бъдат охарактеризирани като финансови трилъри.
Произведенията на писателя са преведени на над 40 езика и са издадени в над 50 милиона екземпляра в над 60 страни по света.
Едновременно с кариерата си на писател продължава да се занимава и с бизнес, което довежда до замесването му в аферата „Анголагейт“, за което получава 6-месечна условна присъда.
Пол-Лу Сюлицер има три брака. През 1968 г. се жени за актрисата Лин Шардоне, с която се развежда през 1969 г. Вторият му брак е с Магали Колканап, с която има дъщеря през 1974 г. – Оливия. През 1993 г. се жени за Делфин Джейкъбсън, внучка на Бърнард Мадоф. Имат двама сина – Джеймс Робърт и Жак-Едуар. Разводът му по-късно му струва почти 20 млн. евро. В периода 2002-2007 г. живее с полската художничка Ева Ковалевска.
Писателят, който страда от наднормено тегло, получава диабетна кома през 2002 г. и претърпява инсулт през 2004 г.
Пол-Лу Сюлицер живее в Париж и в Брюксел, Белгия.

## Произведения

### Самостоятелни романи
- Le Roi vert (1983)
Зеленият крал, изд. „Абагар“ Велико Търново (1993), прев. Александър Ганов
- Popov (1984)
- Cartel (1990)
Картел, изд.: ИК „Колибри“, София (1996), прев. Максим Благоев
- Tantzor (1991)
- Berlin (1992)
- Tête de Diable (1995)
- La Confession de Dina Winter (1997)
- La Femme d’affaires (1998)
- Dans le cercle sacré (1999)
- Oriane ou la cinquième couleur (2000)
- La Vengeance d’Esther (2001)
- Le Président (2002)
- L'Ange de Bagdad (2004)
- Le Conglomérat (2005) – с Владимир Колинг
- L'Empire du Dragon (2006) – с Владимир Колинг
- Puits de Lumière (2007)
- Le Roi Rouge (2008)
- L'Escroc du siècle (2009)

### Серия „Франц Кимбали“ (Franz Cimballi)
1. Money (1980)
Пари, изд.: ИК „Колибри“, София (1993), прев. Максим Благоев
2. Cash ! (1981)
Cash!, изд.: ИК „Колибри“, София (2001), прев. Теодор Михайлов
3. Fortune (1982)
Fortune, изд.: ИК „Колибри“, София (2001), прев. Максим Благоев
4. Duel à Dallas (1984)
5. Le Chinois à roulettes (1984, 2011)
6. Les Corbeaux à crans d'arrêt (1985)
7. Money 2 (2010)
8. L'Empire du nénuphar (2011)

### Серия „Хана“ (Hannah)
1. Hannah (1985)
Хана, изд. „Златорогъ“ (1993), прев. Валентина Бояджиева
2. L'Impératrice (1986)
Императрицата, изд. „Златорогъ“ (1995), прев. Валентина Бояджиева

### Серия „Рурк“ (Rourke)
1. La Femme pressée (1987)
2. Kate (1988)
3. Les Routes de Pékin (1989)

### Серия „О`Хара“ (O’Hara)
1. L'Enfant des Sept Mers (1993)
2. Soleils rouges (1994)

### Серия „Джулиус Коп“ (Julius Kopp)
1. Les Maîtres de la vie (1995)
2. Le Complot des anges (1996)
3. Le Mercenaire du Diable (1997)

### Комикси
Романът „Зеленият крал“ е адаптиран в 5 комикса в периода 1991-1995 г., поредицата „Рурк“ е адаптирана в 4 комикса в периода 1991-1994 г., а поредицата „Хана“ е адаптирана в 3 комикса в периода 1991-1993 г.

### Документалистика
- Les riches Tome I (1992)
- Les Riches Tome II (1993)
Богаташите – т.1 и 2, изд. „Нов Златорог“ (1992), прев. Валя Бояджиева
- Le Régime Sulitzer (1994)
- Laissez-nous Réussir (1994)
- Les dîners légers et gourmands de Paul-Loup Sulitzer (1995)
- Succès de femmes (1996)
- Crédit Lyonnais, cette banque vous doit des comptes (1997)
- Sulitzer et moi (2003) – с Ева Ковалевска
- Les riches; des folies de la régence au nouvel empire nippon (2006)
- Sulitzer par Paul Loup (2006)
- Angolagate: Chronique d’un scandale d’Etat (2009) – с Яник Буто
- Monstre Sacré (2013) – мемоари

### Филмография
- 1990 Dancing Machine – съсценарист, играе в ролята на фотограф
- 1991 Money – по романа, играе в ролята на Мендо
- 1997 Mauvais genre – играе като себе си